# Tragedia de pe Ibrox Park (1902)
Tragedia de pe Ibrox Park a survenit în data de 5 aprilie 1902 la meciul dintre naționalele Scoției și Angliei când o tribună a stadionului Ibrox Park (în prezent Stadionul Ibrox) din Glasgow, Scoția, s-a prăbușit. Acest eveniment s-a soldat cu 25 de morți și 517 răniți.

## Istoric
La 5 aprilie 1902, în timpul meciului dintre Scoția și Anglia privind Turneul Interbritanic de fotbal, un stand al tribunei de vest a stadionului s-a prăbușit din cauza ploilor abundente din noaptea precedentă. Sute de suporteri au căzut în gol de la o înălțime de 12 metri. Tragedia a avut loc în minutul 51 al meciului. Pe 3 mai s-a rejucat meciul pe Stadionul Villa Park din Birmingham. Veniturile încasate în urma meciului au fost donate fondului de ajutorare a victimelor.
Mai târziu s-a organizat un turneu de fotbal, numit Cupa Ligii Britanice, cu scop umanitar de strângere de fonduri la care a participat campioana și vicecampioana din Anglia și Scoția.